# Морган, Эдмунд
Эдмунд Морган (англ. Edmund S. (Sears) Morgan; 17 января 1916[…], Миннеаполис, Миннесота — 8 июля 2013[…], Нью-Хейвен[…]) — американский историк, видный специалист по ранней американской истории. Доктор философии (1942), работал в Йельском университете (1955—1986), Стерлингский профессор-эмерит. Член Американской академии искусств и наук и Британской академии.
Среди его отличий: Национальная медаль гуманитарных наук (2000), Пулитцеровская премия, премия Бэнкрофта. Президент Организации американских историков.

## Биография и творчество
Вырос в Арлингтоне (штат Массачусетс), куда семья переехала вслед за тем, как его отец начал преподавать в школе права Гарварда.
Окончил Гарвард (бакалавр AB, 1937) — сперва намереваясь стать англоведом, однако вскорости, после курса у F. O. Matthiessen, переключился на американистику; там же получил степень доктора философии по американистике («американской цивилизации»). Ученик Perry Miller.
По настоянию юриста Феликса Франкфуртера, друга семьи Морганов, Э. Морган посещал лекции в Лондонской школе экономики.
Преподавал в Чикагском (1945-1946), Брауновском (1946-1955) и Йельском (1955-1986) университетах, с 1965 года Стерлингский профессор. С 1986 года в отставке. Удостоился не менее девяти почетных степеней. Историк колониальной и революционной Америки.
Автор и редактор восемнадцати книг.
Первые книги — «The Puritan Family: Religion and Domestic Relations in 17th-Century New England» (1944), основанная на его докторской, и Virginians at Home (1952). Совместно с первой супругой написал «The Stamp Act Crisis: Prologue to Revolution» (1953), называемую одной из его самых провокационных работ.
Широкую известность ему принесла биография Джона Уинтропа — The Puritan Dilemma: The Story of John Winthrop (1958).
Его высшим научным достижением многими признается книга «Явленные святые: история пуританской идеи» (1963).
Его «American Slavery, American Freedom: The Ordeal of Colonial Virginia» (1975) удостоилась Francis Parkman Prize; а «Inventing the People: The Rise of Popular Sovereignty in England and America» (1988) — получила премию Бэнкрофта.
Он также написал книги об отцах-основателях США (1976), отдельно о Дж. Вашингтоне (1980) и бестселлер о Б. Франклине (2002).
В 1939 году женился, в 1982 году овдовел. Позже вновь женился, на историке. Остались дочери, внуки и правнуки. Его другом был Sydney E. Ahlstrom.